# Büttstedt
Büttstedt är en kommun och ort i Landkreis Eichsfeld i förbundslandet Thüringen i Tyskland.
Kommunen ingår i förvaltningsområdet Westerwald-Obereichsfeld tillsammans med kommunerna Effelder, Großbartloff, Küllstedt och Wachstedt.